# Cessna 152
O Cessna 152 é um avião monomotor a pistão, para dois ocupantes, com trem de pouso fixo e triciclo, desenvolvido e fabricado pela empresa norte-americana Cessna. É utilizado para treinamento e transporte pessoal.

## Desenvolvimento
Inicialmente entregue em 1977, mas como modelo do ano de 1978, o 152 foi uma modernização do já muito utilizado Cessna 150. Foi criado para competir com os novos Beechcraft Skipper e Piper Tomahawk, ambos lançados no mesmo ano. As metas adicionais de desenho visavam a melhora da carga útil, trazendo um aumento de Gross Weight ou peso total para 757 kg (1670 lbs), redução dos níveis externos e internos de ruído e melhor funcionamento com o combustível 100LL, que acabava de ser lançado.

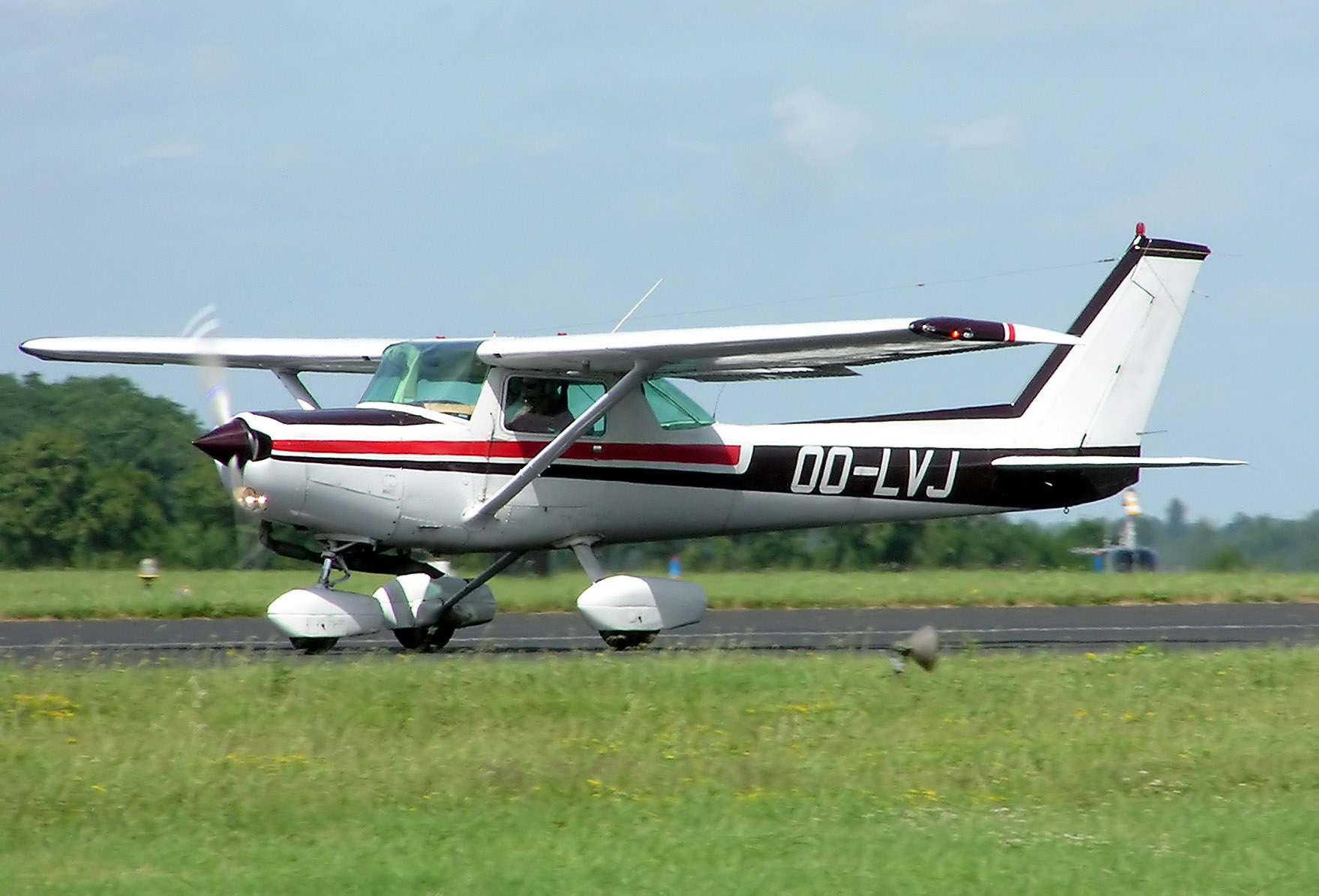
Cessna FA152 Aerobat de 1981
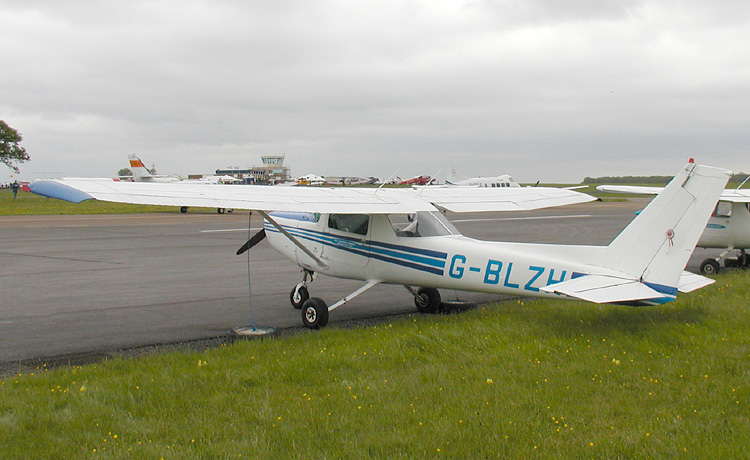
Cessna F152 de 1985

Assim como o modelo 150, a grande maioria dos 152 foi construída na fábrica da Cessna, em Wichita, Kansas. Algumas aeronaves também foram fabricadas pela Reims Aviation of France e ganharam a designação de F152/FA152.
A produção do 152 se encerrou em 1985, junto com a produção de todos os aviões leves da Cessna. Naquela época, um total de 7,584 exemplos do 152, incluindo o A152 e o FA152 Aerobat (versões acrobáticas), foram construídos mundialmente.
Em 2007, a Cessna anunciou um sucessor do 152, designado 162 Skycatcher.

## Design

### Motor
Todos os 152 foram construídos com um motor Lycoming O-235.
O Lycoming provia não somente um aumento na potência em relação ao Cessna 150, mas também era mais compatível com o novo combustível 100LL.
Os Cessna 152 produzidos entre 1977 e 1982 foram equipados com os motores Lycoming O-235-L2C produzindo 110 hp (82 kW) a 2550 RPM. Este motor ainda sofreu alguns problemas de "lead-fouling" em serviço e foi sucedido em 1983 pelo 108 hp (81 kW) O-235-N2C, que apresentava um novo design de pistão e uma câmara de combustível adaptada para reduzir este problema. O motor N2C foi utilizado até que a produção do 152 se encerrou, em 1985.

### Fuselagem
A fuselagem dos 152 é construída inteiramente em metal. Primeiramente era a liga de alumínio 2024-T3, porém, alguns componentes como as pontas das asas e carenagens eram feitas de fibra de vidro. A fuselagem é uma estrutura semi-monocoque: ela tem anteparas verticais e molduras juntadas por longarinas que atravessavam a fuselagem. A parte metálica da aeronave é rebitada, o que permite às cargas se espalharem sobre a estrutura inteira. As asas eram de um design sustentado por montantes que tem 1 grau de ângulo diedro. A porção cônica de cada asa tem um grau de "washout" (a corda da seção da ponta tem um grau a menos de ângulo de ataque que a corda no fim da seção de largura constante). Isso permite uma eficácia maior do aileron durante um "stall", porém ainda é muito menos que os 3 graus usados nas asas do Cessna 172.

### Controles de Voo
Os controles duplos são disponíveis como um equipamento opcional no Cessna 152 e quase todos os 152 tem esta opção instalada.
O Cessna 152 é equipado com ailerons diferenciais que se movem 20 graus para cima e 15 para baixo. Ele tem Flaps do tipo Fowler que são operados elétricamente e permitem uma operação máxima de 30 graus. O leme pode mover-se 23 graus para cada lado. Os profundores se movem 25 graus para cima e 18 para baixo. Um compensador ajustável é instalado no profundor direito e é controlado por uma pequena "roda" no centro do painel da aeronave. O compensador se move 10 graus acima e 20 graus para baixo relativos à corda do profundor.

### Trem de Pouso
O Cessna 152 é equipado com um trem de pouso triciclo fixo. O trem principal é uma perna de aço tubular cercado pelo comprimento total da carenagem, com um degrau para o acesso à cabine. o trem principal tem uma "wheelbase" de 2.3 m.
O trem do nariz é conectado ao montante do motor e tem uma estrutura com óleo para absorver cargas operacionais normais. O trem do nariz é "orientável" por 8 graus para cada lado a partir do neutro e pode curvar por freios diferenciais em até 30 graus. É conectado aos pedais do leme para sua operação.
O sistema de frenagem em um único disco de freio desenvolvido para o trem principal e operado por um sistema hidráulico. Os freios são operados empurrando a parte de cima dos pedais de leme. Também é possível utilizar freios diferenciais quando taxiando, o que permite fazer curvas fechadas.
O 152 também é provido por um sistema de freio de estacionamento. Este é aplicado por pressionar ambos os travões de pé do freio e então empurrando a alavanca de "Park Brake" para a esquerda do piloto. Os travões de pé são então soltos, mas a pressão é mantida no sistema deixando ambos os freios aplicados.
O pneu padrão utilizado é o 600 X 6 no trem principal e 500 X 5 no trem do nariz.

### Modificações
Há centenas de modificações disponíveis para o Cessna 152. As mais frequentes utilizadas são:

#### Kits STOL
As asas podem ser modificadas usando um número de kits de modificação, alguns melhorando a performance em alta velocidade/cruzeiro, mas concentrando-se na performance de STOL. O "Horton's STOL kit" é um dos melhores kits conhecidos. Este traz um bordo de ataque mais arqueado, feito para aumentar o ângulo de ataque, encaixando-se na intersecção do aileron/flap. Os "stalls" com essas modificações são normalmente fora do indicador do velocímetro, visto que o erro do instrumento é alto em grandes ângulos de ataque. A performance de decolagem é também melhorada por variar os ângulos dependendo da superfície.

#### Motor
A potência do motor pode ser melhorada por várias modificações, como o pacote 'Sparrow Hawk', aumentando esta para 125 hp (93 kW).

#### Outras Modificações
Outras modificações populares incluem:
Flap "gap seals" para reduzir o arrasto e aumentar a razão de subida.
Pontas de asa diferentes, das quais conseguem aumento nas velocidades de cruzeiro e redução das velocidades de stall.
"Auto fuel STCs", que permitem o uso de combustível automotivo ao invés do combustível de aviação, mais caro.
Tanques de combustível auxiliares para maior capacidade e alcance.
Os trincos da porta para substituir os de fábrica, que muitas vezes falham.

## Versões
O 152 foi construído em várias diferentes versões nos seus oito anos de produção.
Ao lado do modelo padrão 152 havia uma versão 152 II com um pacote de melhorias dos aviônicos genéricos e uso do compensador. O 152 II com Pack de NAV foi incluso para uso IFR. O 152T foi um pacote opcional para uso em escolas de aviação, o "T" indicando "trainer" e não um sub-modelo.
O 152 foi também produzido em uma versão acrobática. Da mesma maneira que o Cessna A150 Aerobat, a versão do 152 foi designado como Cessna A152 Aerobat. O A152 foi certificado para +6, -3 “g” e tinha como padrão cinto de quatro pontos, clarabóis e portas ejetáveis, acompanhado de uma pintura especial e assentos removíveis permitindo que os pilotos utilizem paraquedas.

## Especificações

### Características Gerais
- Tripulação: 1 piloto
- Capacidade: 1 passageiro
- Comprimento: 7.3 m (24 pés 1 pol)
- Envergadura: 10.2 m (33 pés 4 pol)
- Altura: 2.6 m (8 pés 6 pol)
- Area da asa: 14.9 m² (160 pés²)
- Peso vazio: 490 kg (1,081 lb)
- Peso Max. de decolagem: 757 kg (1,670 lb)
- Motorização: 1× Motor Lycoming O-235-L2C , 110 hp (82 kW) movendo uma hélice de passo fixo de 175 cm (69 pol).

### Desempenho
- Velocidade máxima: 149 kt (204 km/h)
- Velocidade de cruzeiro: 85~90kt kt (198 km/h)
- Velocidade de perda: 43 kt (79 km/h) s/ motor e full flap
- Alcance: 589 km (366 milhas), maior economia (best economy)
- Alcance estendido: 1,280 km (795 milhas), com tanques de alta autonomia
- Teto absoluto (altitude máxima): 14.700 ft (4.480 m)
- Distância de decolagem: 221 m (725 ft)
- Taxa de subida: 715 ft/min (3.6 m/s)
- Carga da asa: 10.44 lb/ft² (51 kg/m²)
- Potência/Massa mínima: 0.066 hp/lb (108 W/kg)

Obs.: No Brasil usa-se o parâmetro desempenho Kg / HP . Neste caso é de 6,9 Kg/ HP.